# 데상트
데상트(DESCENTE LTD)는 1935년 일본에서 설립된 스포츠 브랜드이다. 한국법인인 데상트코리아는 골프웨어인 먼싱웨어와 영 골프 브랜드인 르꼬끄 골프를 국내에서 전개하고 있으며, 프랑스 스포츠 브랜드인 르꼬끄 스포르티브와 영국 스포츠 브랜드인 엄브로의 국내 상표권자이다. 또한 정통 프리미엄 브랜드인 데상트, 그리고 스킨스 등의 브랜드를 보유하고 있다. 현재 KBO 리그 LG 트윈스와 대한민국 야구 국가대표팀 유니폼의 킷스폰서이기도 하며 이전엔 삼성 라이온즈와도 유니폼 후원계약을 체결하였다.

## 데상트코리아 연혁
- 2000년 11월 10일 한국데상트주식회사가 공식적으로 설립
- 2000년 12월 5일 외국인투자기업으로 등록
- 2001년 먼싱웨어(munsingwear) 런칭
- 2004년 르꼬끄스포르티브(le coq sportif) 런칭
- 2006년 르꼬끄 골프(le coq golf) 런칭
- 2009년 데상트(DESCENTE) 런칭
- 2009년 9월 1일 데상트코리아주식회사로 상호 변경
- 2012년 스킨스(SKINS) 런칭
- 2013년 데상트스포츠재단 설립, 데상트코리아 로지스틱스(DKL) 설립
- 2015년 데상트 골프(DESCENTE GOLF), 엄브로(UMBRO) 런칭

## 브랜드

### 데상트
- 1935년 탄생한 일본의 정통 프리미엄 스포츠 브랜드로, 2009년 한국 런칭 이후 현재 전국 백화점 및 대리점 180여 개 매장을 전개하고 있다.

### 데상트 골프
- DESCENTE의 QUALITY와 TECHNOLOGY를 바탕으로 ‘DESIGN FOR SPORTS’ 슬로건을 공유하는 프리미엄 에슬레틱 골프 브랜드이다.

### 르꼬끄 스포르티브
- 1882년 탄생한 프랑스의 스포츠 브랜드로, 축구 및 테니스 그리고 사이클 등에 대해 전통성과 기술력을 담은 제품을 선보이는 중이다.

### 르꼬끄 골프
- 2006년 국내 S/S시즌 런칭하여 기능성과 젊은 디자인의 위주인 골프웨어 브랜드이다.

### 먼싱웨어
- 1955년 세계 최초의 전용 골프셔츠로 탄생한 먼싱웨어는 펭귄 마크 심볼가 특징인 브랜드이다.

### 스킨스
- 1996년 호주에서 런칭한 스킨스는 의학성과 운동성의 장점을 가진 기능성 의류가 특징이다.

### 엄브로
- 2015년부터 데상트코리아에서 브랜드 전개권을 보유하고 있다.

## 같이 보기
- 엄브로
- 르꼬끄 스포르티브
- 스릭슨